# Піт Пітерзон Гайн
Піт Пітерзон Гайн (нід. Piet Pieterszoon Hein; 25 листопада 1577 — 18 червня 1629) — голландський адмірал часів Нідерландської революції.

## Життєпис

### Початкова діяльність
Походив з родини моряків і рибалок. Старший син Пітер Гайна, шкіпера, та Нельтген Класдохтер. Народився 1577 року в Дельфсгавені (тепер частина Роттердаму). Навчився читати і писати в школі при церкві. Дитинство припало на початок повстання в Голландії та інших провінціях Нідерландів. Сильно на нього вплинули дії морських гезів.
Підлітком став моряком на каперському судні. 1598 року разом з батьком був захоплений в полон іспанцями, які як злочинця відправили Піта в якості раба-гребця на галерний флот в Сейс, а потім до Кадісу. 1602 року був звільнений в результаті обміну на іспанських військовополонених.
У 1603 бувши шкіпером на судні «Маленький Нептун» він знову потрапив у полон до іспанців в Вест-Індії. Цього разу опинився на галерах в Гавані і Санта-Марті. 1605 року зумів звільнити завдяки викупу.

### Дії в Індійському океані
У 1607 році поступив на службу до Голландської Ост-Індської компанії. На посаді штурмана корабля «Голландія» у складі флоту на чолі із Пітегором Віргофом вирушив до Індійського океану, де брав участь в нападах на португальські форпости в Мозамбіку, проте марно. Також блокував Гоа і Малакку.
З 1609 року служив на Молуккських островах. Тут довелося воювати з місцевим населенням архіпелагу Банда, що чинило спроти намірам голландців встановити власну монополію на торгівлю спеціями. 1610 року отримав звання шкіпера. Невдовзі успішно вів перемовини з мешканцями острова Амбон щодо придбання гвоздики. 1611 року отримав звання капітана, очолив каральні експедиції про повсталих мешканців островів банди. За цим звів форт Белгіка на о. Банда-Нейрі. 1612 року повернувся до Голландії з вантажем гвоздики вартістю 100 тис. гульденів. але біля Азорських островів більшість гвоздики довелося викинути через те, що така почала «заварюватися», внаслідок чого почалася пожежа.

### Дії в Атлантиці
В Роттердамі оженився на удові свого товариша, що помер на Молуккських островах. 1613 року Гайн придбав власний корабель «Шера Мунді». З ним діяв в Карибському морі, де займався контрабандою, завдяки чому розбагатів. 1614 року придбав великий будинок на Лювгавені.
1617 року поступив шкіпером на судно «Нептун». Плавав Атлантикою і Середземним морем. 1618 року під час заходу до Венеції голландський екіпаж було найнято місцевим урядом. Тут перебував протягом 2 років, брав участь у бойових зіткненнях з Неаполітанським королівством.
У 1621 році залишив венеціанський флот і повернувся на батьківщину. Він оселився в Роттердамі, а пізніше, в 1622 році, став олдермена в шепені (місцевому магистраті), навіть не маючи громадянства цього міста, чому сприяв стриєчний брат його дружини — Авраам Янсзоон де Реус, що був одним з роттердамських бургомістрів.
У 1621 році поступив на службу до новоствореної Голландської Вест-Індської компанії, від якої отримав потаент на каперську діяльність проти Іспанії та її колоній, проведення торгових операцій і колонізація територій в межах кордонів, встановлених хартією від 3 червня 1621 року. 1623 року він був призначений віце-адміралом. Під його керівництвом голландська пріватирська ескадра зайнялася захопленням іспанських кораблів в Карибському морі.
Наприкінці 1623 року разом з адміралом Якобом Віллекенсом очолив ескадру 26 кораблів з 500 гарматами і 3300 воякями, що рушила попрямували до Бразилії, з метою започтакувати голландську факторію в Затоці всіх святих.
У 1624 році разом з адміралом Йоганом Вілкенсом захопив португальське місто Баїя в Бразилії. Їх здобич така значна, що довелося завантажити 11 суден, які також були захоплені в португальців. У серпні того ж року попрямував до африканського узбережжя. де намагався захопити португальський флот біля Луанди (Ангола), проте зазнав невдачі. Але деякий час діяв уздовж берегів, блокуючи торгівлю рабами.
На початку липня 1626 року повернувся до Карибського моря. Діяв біля острова Барбадос, а потім попрямував до західного краю Куби — мису Сан-Антоніо. Головною метою Гайна був «Срібний флот», що перевозив срібло з Мексики до Іспанії, за яким він полював протягом декількох років. 1626 року разом з Вілкенсом здійснив успішний напад на Ріо-де-Жанейро.
На початку березня 1627 року знову рушив до Бразилії, увійшовши до бухти Баїі. Обстрілявши місто, Гайн захопив і потопив 26 торгових суден, після рушив південніше — до Кабо-Фріу. До вересня діяв уздовж узбережжя Бразилії. Тут йому вдалося захопити 2 португальських судна з рабами з Анголи. Звільнених рабів поселив на острові Ітапаріка. Восени з великою здобиччю (2564 лантухи з цукром та 1172 шкури) повернувся на батьківщину. За цей успіх, компанія нагородила гайна золотим ланцюгом честі і медаллю.
У квітні 1628 року був призначений на посаду адмірала і генерал-капітана флоту, що нараховував 31 судно з 129 бронзовими і 550 залізними гарматами. На їх борту розмістилися 2300 моряків і 1 тис. солдатів.
1628 року разом з флаг-капітаном Вітте де Віттом, вийшов на перехоплення «Срібного флоту». До них пізніше приєдналася ескадра віце-адмірала Йоста Банкерта, а також пірата Мозес Коен Енрікеса. Частина іспанського флоту в Венесуелі була попереджена про небезпеку, але інша половина з Мексики продовжила свій шлях, не підозрюючи про загрозу. У кубинського узбережжя в затоці Матансас (відома також як затока Свиней) Гайн раптово напав на іспанців, захопивши величезну здобич — 177 329 фунтів срібла, 135 фунтів золота, 1 тис. перлин і різноманітний коштовний крам, насамперед індиго і червець. Напад кораблів був настільки стрімким і несподіваним для супротивника, що стрільби практично не було. Голландці не взяли в полон іспанців, а навпаки, надали ворожим командам достатньо припасів, щоб ті могли дістатися до Гавани.
Командувач іспанським флотом дон Хуан де Бенавідес-і-Басана, за цю поразку був засуджений в Іспанії до смертної кари і після швидкого суду страчений. Чистий прибуток Голландської Вест-Індської компанії склав близько 7 млн гульденів, а її вартість здобич дорівнювала 2/3 вартості річного утримання всієї голландської армії, що дозволило профінансувати її військові дії протягом 8 місяців. Це своєю чергою сприяло захопленню фортеці Гертогенбош. Сам Гайн за цю звитягу отримав 7 тис. гульденів.

### Загибель
У 1629 році Гайн повертається до Голландії. Того ж року через конфлікт з керівниками Вест-Індської компанії перейшов на державну службу в чині лейтенант-адмірала флоту Голландії та Західної Фрисландії (очільником усіх морських сил Республіки Сполучених провінцій). На цій посаді брав участь у військовій кампанії проти іспанських корсарів, що базувалися в Дюнкерку. Біля фламандського порту Остенде вступив у бій з 3 кораблями корсарів, але під час бою зазнав смертельного поранення.
Поховано в крипті Аудкеркі міста Делфт.

## Родина
Дружина — Аннеке, донька Клааса де Реуса, бургомістра Роттердаму
дітей не було

## Пам'ять
- встановлено пам'ятник в Делфті
- названо військові судна ВМС: «HNLMS Piet Hein» — корабель берегової охорони, «HNLMS Piet Hein» — есмінець, «HNLMS Piet Hein» — фрегат.
- тунель, що проходить в Амстердамі під головним каналом.